# Іраклій Болквадзе
Іраклій Болквадзе (12 грудня 1994) — грузинський плавець.
Учасник Олімпійських Ігор 2012 року.